# Erkki Pajala

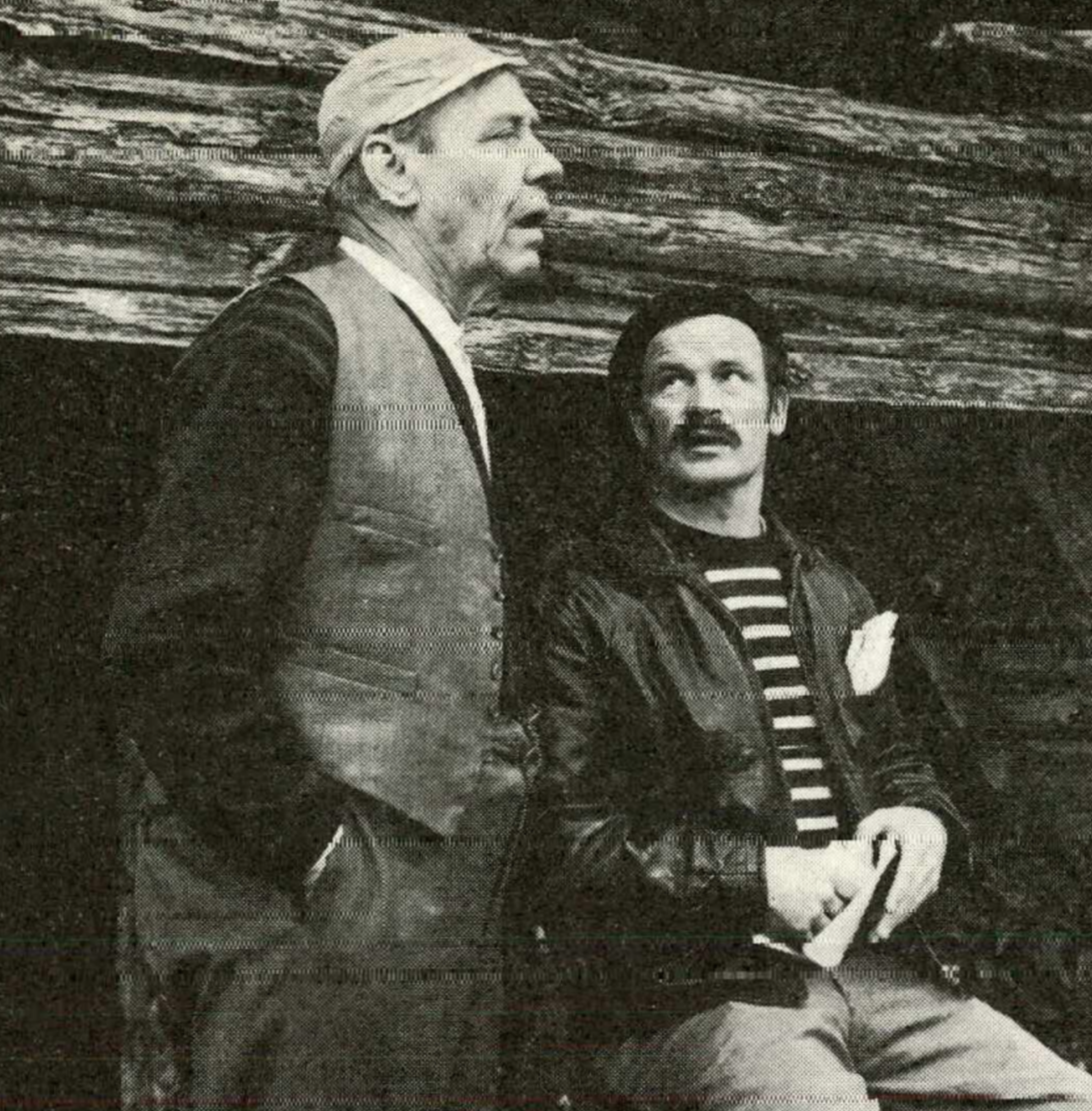
Erkki Pajala (der.) y Lauri Leino

Erkki Pajala (16 de abril de 1929 – 28 de octubre de 1992) fue un actor teatral, cinematográfico y televisivo finlandés.

## Biografía
Su nombre completo era Erkki Johannes Pajala, y nació en Jyväskylä, Finlandia.
Fue sobre todo conocido por su papel de Alpo Nieminen en la serie televisiva Elämänmeno.
Por su actuación en el telefilm Manillaköysi, recibió en 1977 el Premio Jussi al mejor actor.
Falleció en Jyväskylä en 1992. Había estado casado con la actriz Eeva-Maija Haukinen. El actor Turo Pajala fue hijo suyo.

## Filmografía
- 1955 : Villi Pohjola
- 1969 : Yhdeksän miehen saappaat (serie TV)
- 1970 : Aliisa (telefilm)
- 1972 : Kun taivas putoaa...
- 1975 : Mies, joka ei osannut sanoa ei
- 1975 : Kuolleista herännyt (telefilm)
- 1976 : Manillaköysi (telefilm)
- 1980 : Aurinkotuuli
- 1981 : Vierailu (cortometraje TV)
- 1982 : Aidankaatajat eli heidän jälkeensä vedenpaisumus
- 1983 : Mona ja palavan rakkauden aika
- 1985 : Kastematojen aika (cortometraje TV)
- 1986 : Kuningas lähtee Ranskaan
- 1987 : Strutsi (cortometraje TV)
- 1988 : Nuoruuteni savotat
- 1988 : Ariel
- 1989 : Pentti Haanpää – elokuva luovuudesta
- 1989 : Raatimies Silvesterin sairaus (cortometraje TV)
- 1991 : Kuutamosonaatti 2: Kadunlakaisijat
- 1992 : Yötuuli (telefilm)
- 1992 : Taivaan kukka (cortometraje TV)
- 1992 : Papukaijamies (cortometraje TV)